# Leonardo Castellanos y Castellanos
Leonardo Castellanos y Castellanos, (Ecuandureo, Michoacán, 5 de noviembre de 1862-San Juan Bautista, Tabasco, 19 de mayo de 1912) fue un obispo mexicano. 
Hijo de D. Fernando Castellanos y Lugarda Castellanos.
Fue nombrado IV Obispo de Tabasco, cargo que desempeñó por tres años.
Como obispo, se enfrentó a muchos obstáculos y penalidades que dificultaron su ministerio, como la herejía, una fuerte epidémia de peste que afectó mucho a la población del estado y hasta el inicio del movimiento revolucionario. 
Su ministerio se vio interrumpido por su fallecimiento, siendo un personaje muy querido por los tabasqueños. 
Debido a sus obras, sus feligreses han solicitado su canonización.

## Primeros años

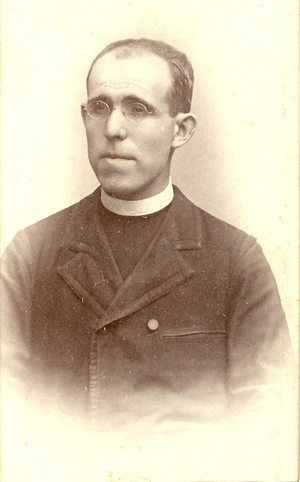
Leonardo Castellanos y Castellanos cuando era rector del seminario de Zamora de Hidalgo (entre 1904 y 1908)

Nació en Ecuandureo, pequeño y modesto pueblo de Michoacán, el 5 de noviembre de 1862; siendo hijo de Fernando Castellanos y Lugarda Castellanos. A los seis años quedó huérfano de madre, siendo su padre quien cuidó de su educación y de estimular su devoción religiosa.
Entró al Seminario Conciliar de esa ciudad el 15 de enero de 1875, a los trece años de edad. Durante este periodo trabajó en la sastrería de su padre. Fue ordenado sacerdote el 20 de marzo de 1886 y en 1889 lo nombraron cura párroco de Ecuandureo. Como párroco fundó una escuela dirigida por religiosas y la Asociación de San Francisco Javier, grupo mutualista para obreros.
Tiempo después debido a su dedicación, afán y la bondad con que atendió la Parroquia que le correspondía y a sus feligreses, fue nombrado Rector del Seminario de Zamora. Más tarde, fue el propio Papa Pio X quien lo eligió para ser obispo de la Diócesis de Tabasco el 28 de septiembre de 1908.

## Obispo de Tabasco
Dn Leonardo Castellanos, llegó a San Juan Bautista, siendo consagrado como IV Obispo de Tabasco el 5 de octubre de 1908, sustituyendo a Mons. Francisco Campos y Ángeles, quien desde octubre de 1907 había sido nombrado Obispo de Chilapa y desde aquella ciudad, atendía los asuntos de la Diócesis de Tabasco.
Se enfrentó solo a la herejía, a la incredulidad, a la fuerza de los ricos acostumbrados a mandar, y a la debilidad de los pobres relegados a obedecer ciegamente sin la menor esperanza, siendo a ellos a quienes dedicó la mayor parte de su tiempo, de sus oraciones y de su esfuerzo.
Cuando la epidemia de peste azotó al estado de Tabasco, eran innumerables las personas que morían y la principal preocupación de Monseñor Castellanos era ayudarles a morir en gracia, entrando por las noches a las casas "apestadas", sin temor al contagio llegando hasta al enfermo para brindarle los últimos momentos de paz y con las joyas depositadas en la Iglesia repartidas por su mano entre los pobres se enterraban a los muertos. Como lo menciona Manuel Gurria Urgell en su romance dedicado a Monseñor Castellanos:

Y sólo de vez en cuando por las calles solitarias puede verse el guarda polvo, remendado y con manchas, que el Obispo de Tabasco usa a modo de sotana, cómo venciendo el temor que la peste provocaba, se aventuraba solo por las calles desiertas y mal iluminadas de la ciudad a visitar las casas más apartadas en la que la miseria y la enfermedad concentraban sus dominios....

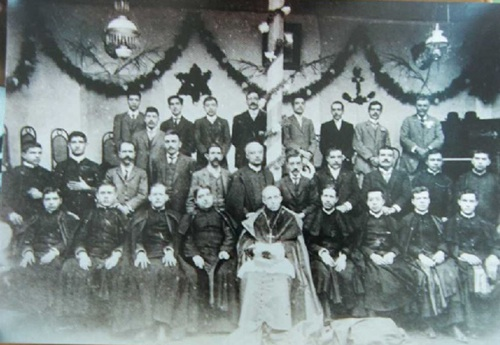
Ordenación de varios sacerdotes por el obispo Leonardo Castellanos y Castellanos

Estando como obispo de Tabasco, a Mons. Castellanos lo sorprendió el inicio de la lucha revolucionaria, teniendo que enfrentarse a la intransigencia de federalistas y revolucionarios, a quienes lo último que les importaba en esos años, era el ministerio de la fe.
Sólo tres años dirigió la Diócesis de Tabasco, hasta el 19 de mayo de 1912 en que falleció entre el llanto de sus cientos de feligreses que aprendieron a amarlo.

## Fallecimiento
En el año de 1912 hubo una epidemia de peste en Tabasco, durante la cual Leonardo Castellanos y Castellanos se mostró muy activo, ya sea vendiendo los muebles y enseres de la casa episcopal como pasando parte de su tiempo visitando a los postrados en cama, tanto en los hospitales como en sus casas. Como consecuencia de esta actividad contrajo la enfermedad, de la cual falleció el 19 de mayo de 1912. Actualmente sus restos reposan en la iglesia parroquial de Ecuandureo.

## Proceso de beatificación
Debido a sus obras, y a su ministerio, actualmente, monseñor Leonardo Castellanos se encuentra en proceso de beatificación después de haber alcanzado previamente las etapas anteriores a esta como siervo de Dios y venerable, desde su aprobación por la Santa Sede el 1º de junio de 1949. Durante el pontificado del Papa Paulo VI fue introducida la causa de beatificación de Mons. Castellanos ante la Sagrada Congregación para la Causa de los Santos el 23 de abril de 1976. El 5 de noviembre de 2019 se informó sobre la reapertura formal de su proceso de beatificación en la Diócesis de Zamora ante el presbiterio convocado en la población de Ecuandureo, donde Mons. Castellanos nació.